# Damiria
Damiria is een geslacht van sponsdieren uit de klasse van de Demospongiae (gewone sponzen).

## Soorten
- Damiria curvata (Vacelet, 1969)
- Damiria fistulata (Carter, 1880)
- Damiria leonorae van Soest, Zea & Kielman, 1994
- Damiria paraibana Santos & Pinheiro, 2013
- Damiria simplex Keller, 1891
- Damiria testis Topsent, 1928
- Damiria toxifera van Soest, Zea & Kielman, 1994